# شهری
شهری، روستایی است از توابع بخش مرزن‌آباد شهرستان چالوس در استان مازندران ایران.
روستای شهری ، روستایی بسیار زیبا با چشم اندازی دیدنی است ، چشمه روستا آبی بسیار گوارا و خنک دارد که از نقاط مختلف جهت نوشیدن آن به روستا میروند ، مردمان روستا بسیار مهربان و مهمان پذیر میباشند ، متاسفانه در حال حاضر آمار ساکنین نسبت به خوش نشین ها بسیار پایین تر هست و به دلایل مختلف از جمله زمین مرغوب ، چشم انداز عالی ، ساکنین مهمان نواز و … ساخت ویلا و شهرک در منطقه شهری ، سنگسرک و بنفشه ده رونق بسیاری دارد

## جمعیت
این روستا در دهستان بیرون‌بشم قرار دارد و براساس سرشماری مرکز آمار ایران در سال ۱۳۸۵، جمعیت آن ۱۲۷ نفر (۳۶خانوار) بوده‌است. مردم شهری از قومیت طبری هستند. مردم شهری به زبان طبری با گویش چالوسی سخن می‌گویند.